# Medinet Habu
Medinet Habu (Tjamet ou Djamet, em egípcio demótico; Djeme ou Djemi, em copta) é uma localidade arqueológica situada na margem ocidental do rio Nilo, no lado oposto a Luxor, no Egito. Nela localiza-se um importante complexo templário que abriga, dentre outras construções, o Templo Mortuário de Ramessés III. 

## Templo
O Templo de Medinet Habu, de cerca de 150 metros de comprimento, é de design ortodoxo e assemelha-se de perto ao templo mortuário próximo de Ramessés II (Ramesseum). O recinto do templo mede aproximadamente 210 m por 300 m  e contém mais de 7.000 m² de relevos de parede decorados.